# Stigbergsliden
Stigbergsliden är en gata och backe i stadsdelarna Majornas 4 rote, Masthugget och Stigberget i Göteborg. Den är förbindelseled mellan Masthugget och Majorna och trafikeras av både bilar, spårvagnar och cyklar. Stigbergsliden sträcker sig cirka 350 meter från Johannesplatsen och upp till Stigbergstorget 4 i Majornas 4:e rote. Liden uppmättes till 220 kvadratmeter år 1900.

## Historia

### Namngivning
Stigbergsliden fick sitt officiella namn 1957, men redan 1666 användes namnformen Stijgebergs Lijden, som i mitten av 1700-talet normaliserades till Stigbergsliden. Förledet Stigberg- kommer av en utlöpare till Masthuggsbergen – Stigberget – som avslutas här mot Göta älv med Lyckans berg vilket bildar själva backen. Tomterna under Lyckans berg kallades Apelnäs, Mercurius och Fortuna. Efterledet -liden är av gammal betydelse för backe, kraftig sluttning. Även Stigbergsåsen förekom som benämning för Stigbergsliden. År 1883 bestämdes gatans namn till Stigbergsgatan, vilket inte slog igenom och därför ändrades tillbaka 1957.

### Före 1900-talet

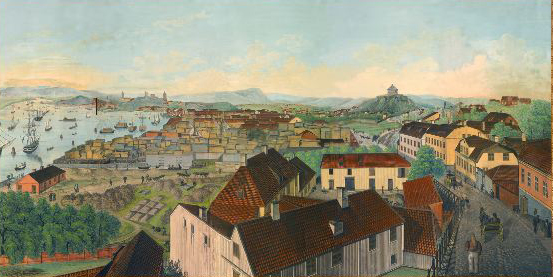
Stigbergsliden 1841. Målning av Leonard Björkfeldt.

I en bataljplan av Erik Dahlbergh från 1678 återges backen som en ringlande stig över berget. Amiral Daniel Jönsson Strussflycht hade några år innan dess yrkat på att stigen/backen iordningställdes, eftersom sjö- och varvsfolket saknade någon annan väg att ta sig fram då storm eller is hindrade dem att färdas med båt ut till bland annat Gamla varvet och Klippan. Amiralen skrev om leden över berget, att den var "så slem och djup att den nästan omöjligen kan gås." Men först i mitten av 1700-talet hände det något konkret, vilket lantmätaren Lars Vessborg berättar om i sin självbiografi: "År 1757 om våren anförtroddes jag, på ädle magistratens i Göteborg anmodan, bersprängningen och att låta utjämna den så kallade Stigbergsliden, 1/8 mil väster om Göteborg, samt satte den i stånd, att stadens respektiva invånare nu kunna med kommoditet i vagnar och andra åkdon färdas henne upp och utföre, vilket tillförene var en ren omöjlighet." Han sprängde alltså ner en körbar väg i den bergiga backen, men den blev fortfarande för brant för tungt lastade fordon. Backen var då inte stensatt och vagnshjulen skar djupt ner i sörjan. I början av 1800-talet stensattes backen, med dåtidens runda och hala kullerstenar. Det blev betydligt bättre 1836, när sträckan mellan Stigbergsliden och Klippan fick sin beläggning av makadam, som första väg och gata i Västsverige. För att kunna åtgärda vägproblemen beslöts i slutet av 1840-talet om att bilda ett bolag och en arbetsplan upprättades i ganska stor skala. Man insåg tidigt att backen var för brant och måste läggas om. Där Smala- och Breda vägen (Första och Andra Långgatan) gick samman gjordes en fyllning av sten och grus upp till backens krön. Därmed skulle uppfarten bli dubbelt så lång men mindre brant. Arbetet utfördes inte bättre än att jord- och grusmassorna en natt år 1853, rasade ner för branten. En sänkning av vägen med nära 2 meter uppstod. För bolaget uppstod en förlust på över 40 000 riksdaler, och för att kompensera denna fick man av Kungl. Maj:t tillstånd att uppföra en bom där de trafikerande fick betala en avgift, bompeng eller tullpeng. Avgiften var tre skilling för häst, kärra och körsven. Tullbommen fanns precis där Stigbergsliden börjar plana ut, strax ovanför Henriksberg. Här fanns också en bomstuga, direkt nedanför Lyckans berg. Bommen gav cirka 500 riksdaler i intäkt per år, innan den togs bort den 1 augusti 1871.
Att det kunde gå vilt till i liden, kunde man läsa om i Göteborgs-Posten den 31 juli 1886: "En sjöman till lands är en styggelse. En sjökapten J. E. Simonson hade i dagarna kört öfverdådigt i Stigbergsliden, så att fara varit nära å färde för andra medborgare. Kaptenen bötade en 10-krona." Boten motsvarade cirka 600 kronor i dagens (2014) penningvärde.

### 1900-talet

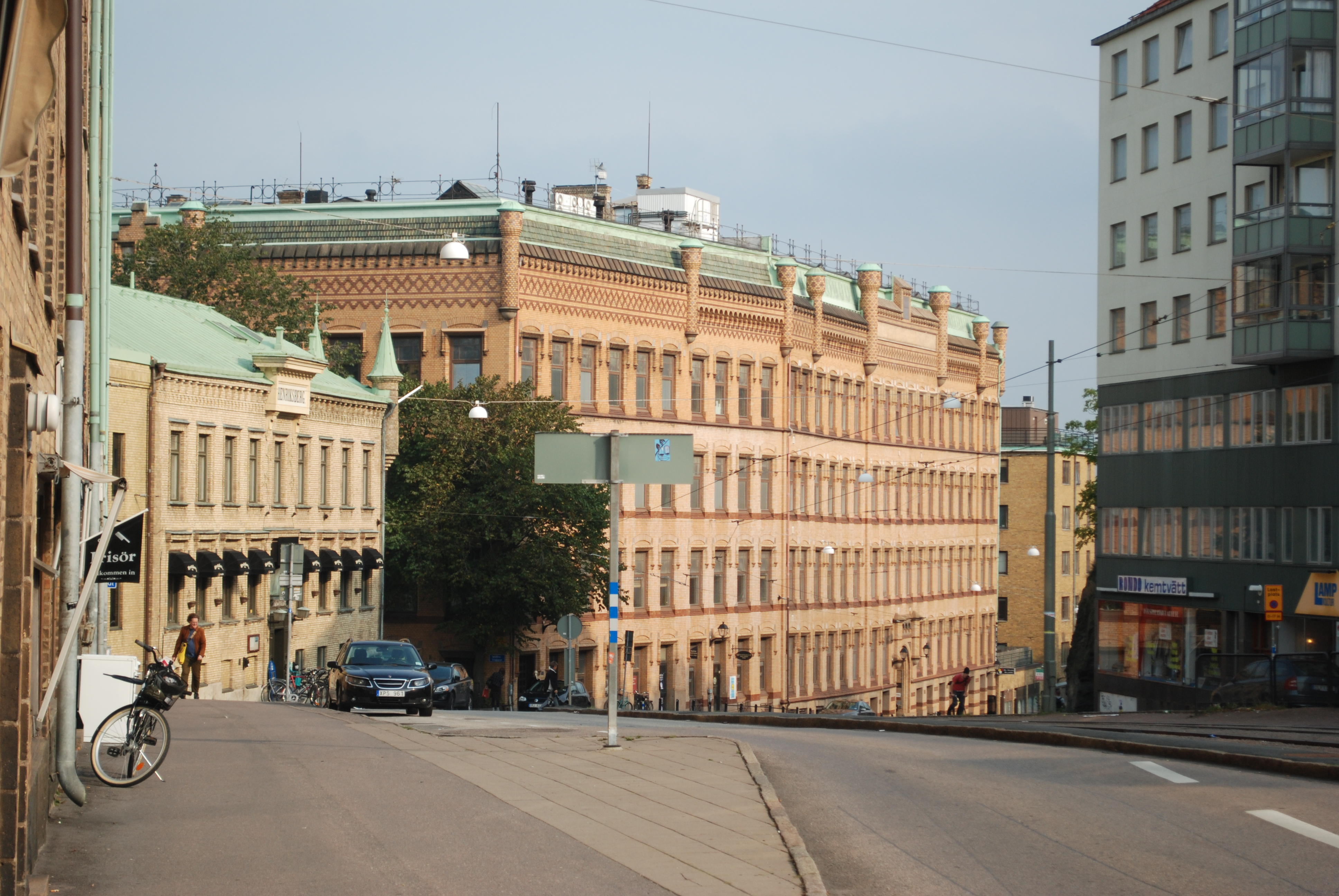
Den brantaste delen av gatan med Henriksberg till vänster och J A Wettergrens gamla industribyggnad efter det.

I början av 1900-talet blev backen både kullerstensatt och försedd med spårvägsspår, då den elektriska spårvagnen 1902 gjorde sitt intåg i Göteborg. Stadens fastigheter Stigbergsgatan 20 och 22 i kvarteret 4 Tröstekällan revs under 1958, för att kunna bredda gatan från tio till trettio meter. Ytterligare två mindre, privatägda fastigheter förvärvades och revs. Den nya gatan var klar 1960.
I boken Vägen ut skriver den hemlöse Harry Martinson om en spårvagnsresa han gjorde som 13-åring över Stigbergsliden till barnhemmet vid Timmermansplatsen (utgått) i Majorna:
| ”                           | Nu började vagnen "spårvagnen" (hur kunde man kalla det här I bara så?), nu började den luta och gick uppför en hög backe, en stensatt backe. Husen stodo på sidorna hela stengatsbacken upp. Hur kunde man ge sig till att bygga hus i en backe? Elektriciteten måste ta i hårdare här i backen och det dånade i vagnen och omkring vagnen [...] | „ |
| – Harry Martinson: Vägen ut | |   |

### Gränsen mellan Göteborg och Majorna
Klovstenen var en 1,8 meter hög, nästan klotrund gammal gränssten på platsen för nuvarande Stigbergsliden 14, som skulle markera gränsen mellan Göteborg och Älvsborgs Kungsladugårds ägor. 1624 års gränsdragningskommitterade drog upp gränserna för Göteborgs stads ägor och fastställde då en punkt mitt för nuvarande Henriksbergs gavel, en bit ut i nuvarande Stigbergsliden. Härifrån drogs gränsen norrut till älven och österut mot Risåsen, nuvarande Skansen Kronan. Meningen var att stenar skulle läggas ut som gränsmärken. Stenar höggs troligen, men fanns inte utlagda 1637. På kartor från 1700-talet och början av 1800-talet finns en gränspunkt utmärkt i backen, benämnd "Klofsten". Tomten hette Skiljestenen redan 1787, så även 1852.
Stenen sprängdes bort på 1860-talet då Stigbergsliden skulle läggas om. Kvarteret mitt emot Wettergrens fastigheten har fått sitt namn av stenen, "5 kv. Klovestenen".

## Byggnader och verksamheter

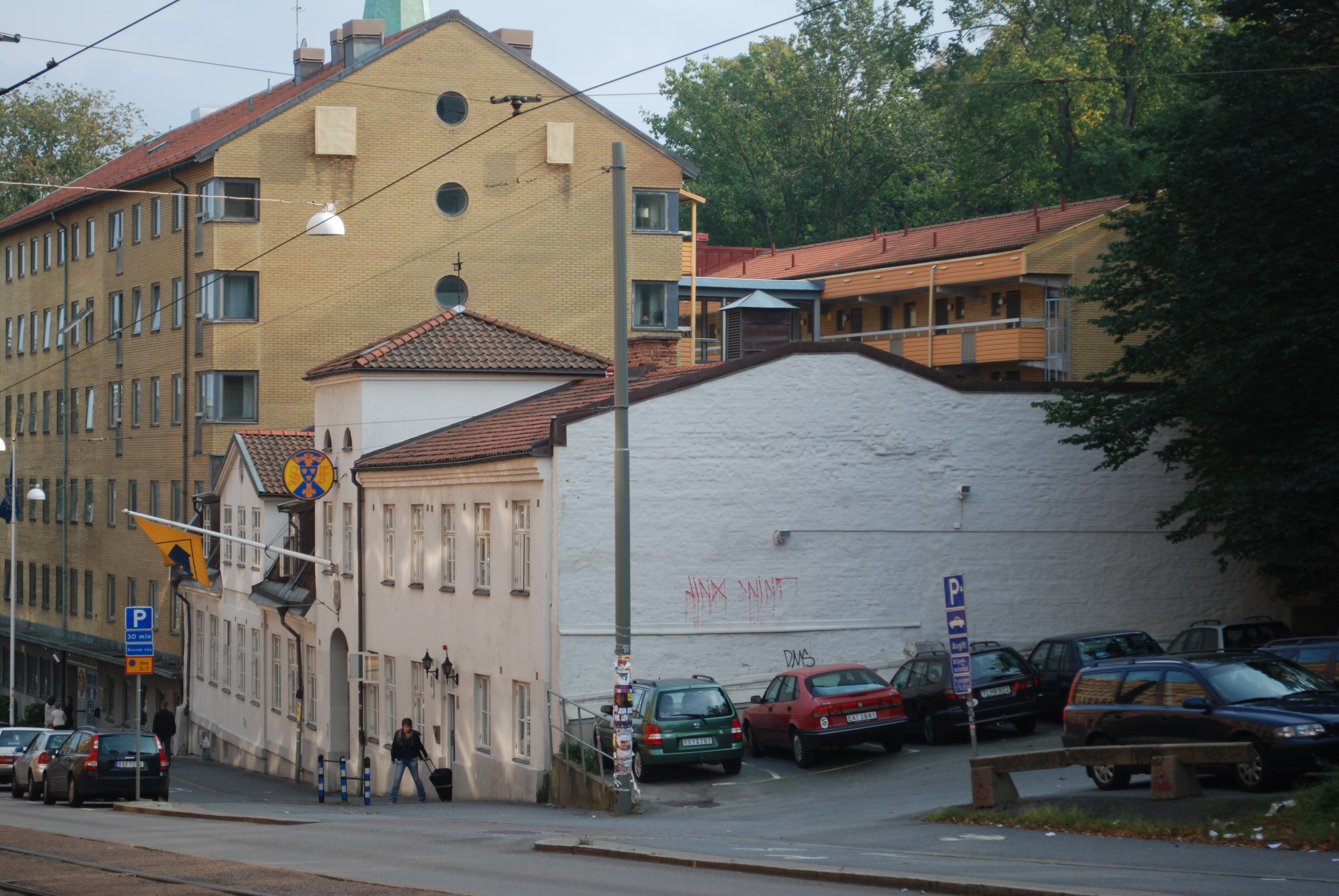
STF:s vandrahem i det gamla sjömanshuset. I bakgrunden "Barmhärtighetens hus".

- Vid Stigbergsliden fanns redan 1638 ett mindre värdshus som främst besöktes av sjö- och vägfarande som skulle in till Göteborg. När sjöbommar och stadsportar hade stängt på kvällen, kunde sent anlända gäster övernatta här.
- År 1653 fanns här en gästgivaregård "Stigbergets Virtshus" som drevs av Brita Jung, "Brita på Stigberget". Åren 1676-1694 drevs "virtshuset" av Jonas Radhe.
- J A Wettergrens, Stigbergsliden 3.[14] Wettergrens var en konfektionsindustri med tillverkning i egen fastighet. Den uppfördes 1896 efter ritningar av Louis Enders[15] och utvidgades 1905. År 1936 revs grannhuset "Emaus" längre ner, och året därefter var en ny fastighet uppför med bostäder och produktionslokaler. Företaget upphörde i januari 1970.[16]
- STF Vandrarhem, Stigbergsliden 10. Den äldre, lägre delen uppfördes 1831 och hit flyttade Göteborgs Sjömanshus 1854. År 1916 tillbyggdes den västra delen i två våningar. Sjömanshusets verksamhet flyttade 1964 till nya lokaler vid Chapmans torg och husen skulle då rivas för gatans breddning, men kunde räddas. Ägaren Higabgruppen renoverade fastigheten i samarbete med Institutionen för Kulturvård på Göteborgs universitet, och 1996-1997 byggdes fastigheten om till vandrarhem med 90 bäddar som hyrs av Svenska Turistföreningen.[17]
- Henriksberg, Stigbergsliden 7. Klassisk restaurang sedan 1862.
- Styvern, Stigbergsliden 2. Huset låg precis där infarten till ett parkeringsgarage nu går. En krog som fick sitt namn på 1700-talet och var över 200 år då den andra byggnaden på platsen revs 1941. På samma plats drogs 1953 en gångväg upp till Kjellmansgatan. Gränsen mellan Göteborgs Stad och Majorna (före 1868; Sävedals härad) gick för övrigt mitt i värdshuset Styvern.[18]

I början av 1800-talet ägdes krogen av en sjömansänka Anna Sjöberg, som gick under namnet "Mor på Styvern". Hon tjänade mycket på sin krogrörelse, men idkade samtidigt en omfattande välgörenhet då traktens gummor fick hämta bröd hos henne varje lördag. Den siste krögaren på Styvern var den vid Stigbergstorget bosatte åkeriägaren Jonsson. De sista åren inskränkte sig Styverns verksamhet endast till ölrättigheter. Styvern revs för att lämna plats åt en plantering vid kyrkbergets fot. Bakom Styvern låg stegelmakaren Kahls gamla egendom Marieberg, som under många år användes som blockverkstad. Efter Kahl var det blockmakaren Constantin Leyman som höll till i de gamla gårdsbyggnaderna. År 1903 övertogs fabriken av Martin Albrechtson, som 1917 ombildade verksamheten till aktiebolag.
- "Barmhärtighetens hus", Göteborgs kyrkliga stadsmission, Stigbergsliden 2. Ett femvåningshus i gult tegel, uppfört 1966 efter ritningar av arkitekt John Eliasson. När huset stod klart 1966 hade Stadsmissionen bara två av våningarna, de övriga tre hyrdes ut, men från 1981 nyttjar man hela huset.[20] Den 30 september 1986 togs det första spadtaget för Stadsmissionens speciella "närhetsboende", beläget mot berget, innanför Barmhärtighetens hus.[21]